# Grčka katolička Crkva
Grčka katolička crkva ili Grčka bizantska katolička crkva (grč. Ελληνόρρυθμη Καθολική Εκκλησία) je jedna od Istočnih katoličkih Crkava bizantskog obreda. Njeni članovi su uglavnom s područja današnje Grčke, Libanona i Turske. 

## Povijest
Prva crkva za grčke katolike koji su slijedili bizantski obred je sagrađena u selu Malgara u Trakiji 1880. godine. Prije kraja 19. stoljeća, izgrađena su još dvije takve crkve, jedna u Carigradu, a druga u Kalcedonu. 1826. godine, katolički svećenik Ivan Marangos započeo je misiju među pravoslavnim kršćanima u Carigradu, gdje je uspio osnovati malu zajednicu. 1878. se preselio u Atenu gdje je osnovao crkvu. 
Godine 1907. grčki svećenik Isaias Papadopulos, koji je sagradio crkvu u Trakiji, imenovan je generalnim vikarom grčkih katolika u okviru apostolske delegacije Carigrada, a 1911. je dobio biskupsko posvećenje i postavljen je na čelo novoosnovane Crkve, koja je ubrzo postala egzarhat. Zbog sukoba između Grčke i Turske poslije Prvog svjetskog rata, grčki katolici iz Male Azije i Carigrada su emigrirali u Grčku, među njima i njihov biskup koji je prešao u Atenu. Danas je veoma mali broj pripadnika Grčke katoličke Crkve u Turskoj, a gotovo da ni jedan svećenik nije ostao. Grčka katolička Crkva bizantskog obreda u Grčkoj broji oko 5.000 pripadnika.

## Poveznice
- Grkokatoličanstvo
- Istočne katoličke crkve